# Кмитів узвіз
Кми́тів узвіз — зниклий узвіз, що існував у Шевченківському районі міста Києва, місцевість Татарка. Пролягав від Половецької вулиці до вулиці Кмитів Яр. 

## Історія
Час виникнення не встановлений, ймовірні межі — 2-га половина XIX — 1-ша третина XX століття. Мав ймовірно таку ж назву. Ліквідований 1977 року в зв'язку зі знесенням старої забудови на Татарці.